# 휴화산
휴화산(休火山, 문화어: 멎은화산, 쉬는화산, 영어: dormant volcano)은 지금은 활동을 하지 않지만, 언젠가는 활동을 할 것으로 보이는 화산을 뜻한다. 쉽게 풀어 말하면, 화산 활동이 멈춘 것도 아니고 그렇다고 현재 활동하지 않는 화산을 말한다.
겉보기에는 사화산처럼 보이지만, 화산활동이 진행 중이라는 점에 착안하여 최근의 지리학계는 휴화산이라는 개념 대신 활화산과 동일하게 취급하고 있다.

## 같이 보기
- 화산
- 활화산
- 사화산